# Jan van der Does

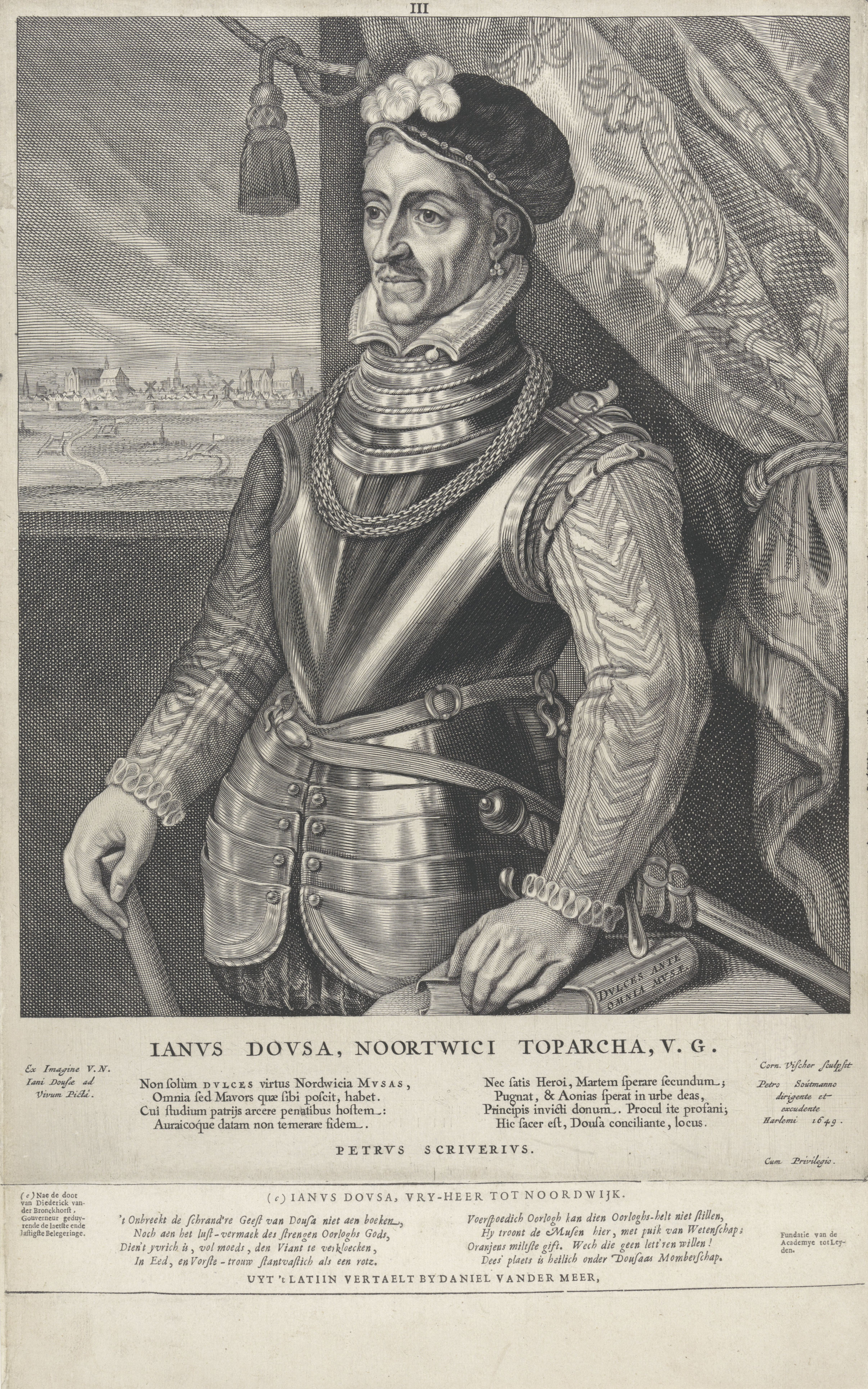
Jan van der Does in einem Stich von Cornelis Visscher, 1649.

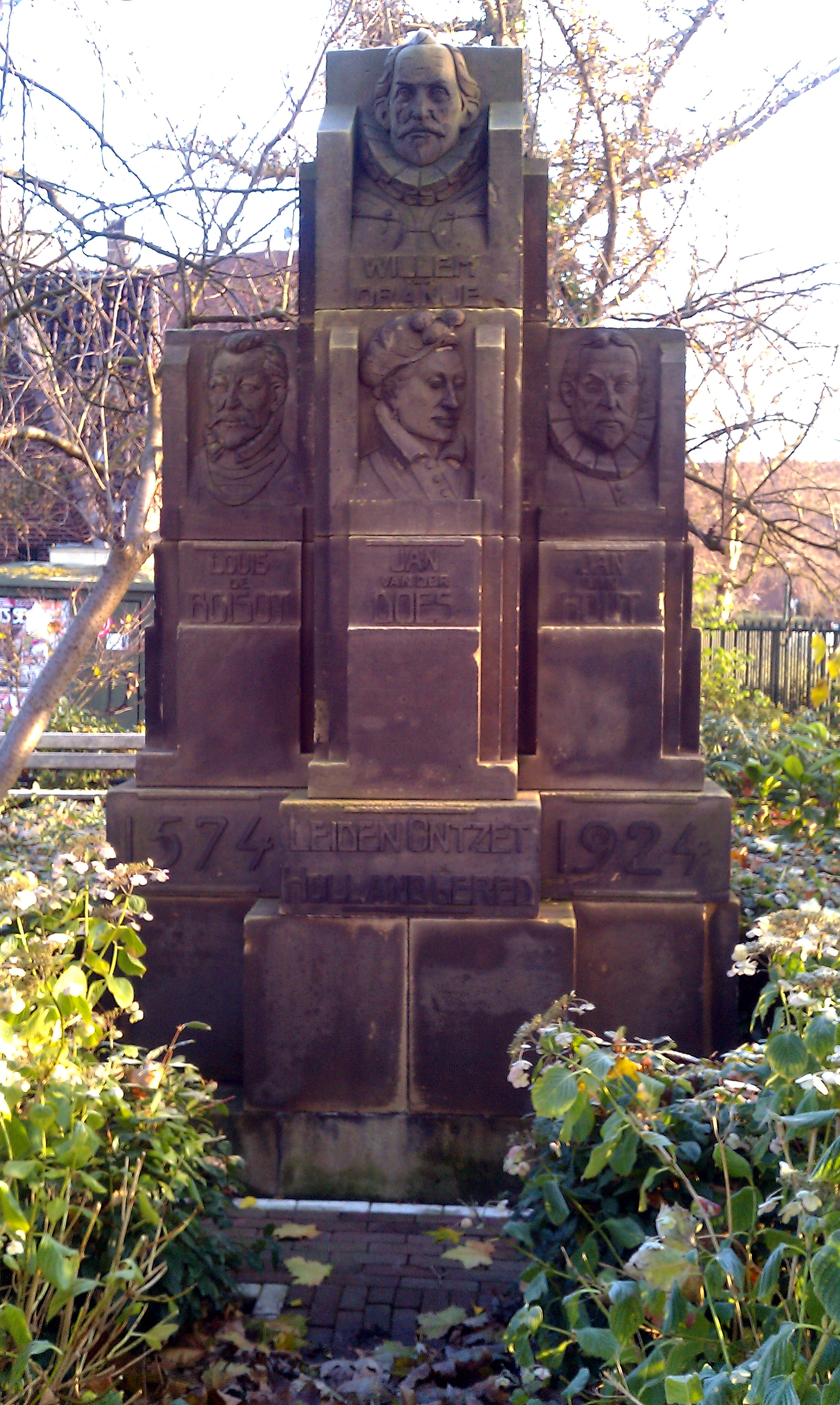
1924 in Leiden errichtetes Denkmal zu Ehren von Wilhelm von Oranien (oben) sowie Louis de Boisot, Jan van der Does und Jan van Hout (von links).

Jan van der Does (latinisiert Ianus Dousa; * 6. Dezember 1545 in Noordwijk; † 8. Oktober 1604 ebenda), Herr von Noordwijk, war ein niederländischer Adeliger, Gelehrter, Dichter und Staatsmann. Er gilt als eine der herausragenden Persönlichkeiten des 16. Jahrhunderts in den Niederlanden, war maßgeblich an den Befreiungskriegen gegen die Spanier und dann auch an der Gründung der ersten niederländischen Universität in Leiden beteiligt.

## Leben
Jan van der Does kam auf den Besitzungen der niederadeligen Familie Van der Does in Noordwijk zur Welt, deren bedeutendster Vertreter er werden sollte. Seine Eltern Johan van der Does und Anna van Nijenrode starben, als er fünf Jahre alt war, seine Erziehung übernahm daraufhin der Großvater mütterlicherseits. Er studierte von 1561 bis 1564 an den Universitäten von Löwen, Douai und Paris. 1565 heiratete er Elizabeth van Zuylen. Sie hatten 12 Kinder, von denen sieben Knaben und zwei Mädchen das Erwachsenenalter erreichten. Insbesondere ein Sohn, Janus Dousa Filius, tat sich wissenschaftlich ähnlich vielversprechend wie sein Vater hervor, starb aber schon im Alter von 25 Jahren. Ein weiterer Sohn, Frans van der Does, forschte unter der Anleitung von Joseph Justus Scaliger zu den Fragmenten des römischen Satirikers Gaius Lucilius.
Aufgrund des Protestes der Geusen gegen die spanischen Besatzer – er gehörte zu den Adeligen, die der spanischen Statthalterin Margarethe von Parma 1566 eine Bittschrift übergaben (Adelskompross von Breda) – musste Van der Does fliehen und die Niederlande verlassen. Erst 1572 kam er zurück und wurde von Wilhelm I. von Oranien zunächst in geheimer Mission nach Spanien geschickt. Noch mehr auszeichnen konnte er sich 1574 als Befehlshaber der bewaffneten Bürger bei der erfolgreichen Verteidigung Leidens gegen die spanischen Belagerer. Während der Belagerung wurde er zum Gouverneur Leidens ernannt. Bei der Gründung der Universität Leiden 1575 wurde er zu deren erstem Kurator bestellt. Nach Oraniens Tod wurde van der Does erneut Gesandter in England. 1591 wurde er Mitglied des hohen Justizrates und blieb dies ebenso wie Kurator der Universität bis zu seinem Tod. 1585 bis 1593 leitete er auch als erster Leiter die Bibliothek der Universität, Nachfolger wurde sein gleichnamiger Sohn. Er stand damit am Beginn einer Reihe bedeutender Leiter der Bibliothek, darunter Daniel Heinsius, Johann Friedrich Gronovius, Friedrich Spanheim, Pieter Burman der Ältere, David Ruhnken, Daniel Wyttenbach und Jacob Geel.
Von noch höherer Bedeutung als die politischen und militärischen Ämter und Erfolge van der Does’ waren seine Leistungen als Gelehrter. In Delft war er Schüler von Heinrich Junius, in Paris studierte er bei Jean Dorat am Collège des lecteurs royaux. Dank seiner poetischen Begabung und seiner guten Kenntnisse der lateinischen Sprache galt er als einer der bedeutendsten lateinischen Dichter seiner Zeit. Bekannt sind seine Epigrammata nach dem Vorbild des Martial und seine Sammlung von Nova Poemata. Von besonderer Bedeutung war eine Ode an Elisabeth I. Doch hatte er auch großes Interesse an der Geschichte und der Literatur der Niederlande. Zusammen mit Jan van Hout übersetzte er die Basia des Johannes Secundus ins Niederländische. 1591 edierte von der Does die Reimchronik des Melis Stoke. Er begann Annalen zu schreiben, die er dank seiner eigenen großen Sammlung an Manuskripten immer weiter fortschrieb, und die sein Sohn später fortsetzte. Dabei nahm er jedoch auch in eher unkritischer Weise Ereignisse auf, die sich später als fiktiv erwiesen. Bedeutendster Studieninhalt waren aber die antiken lateinischen Autoren. Er verfasste Einleitungen (Praecidanea) zu den Werken von Catull, Tibull, Petronius sowie den Explanationes Plautinae des Plautus. Zu ausgewählten Stellen aus dem Werk von Horaz schrieb er einen Kurzkommentar, Anmerkungen zum Werk des Sallust.

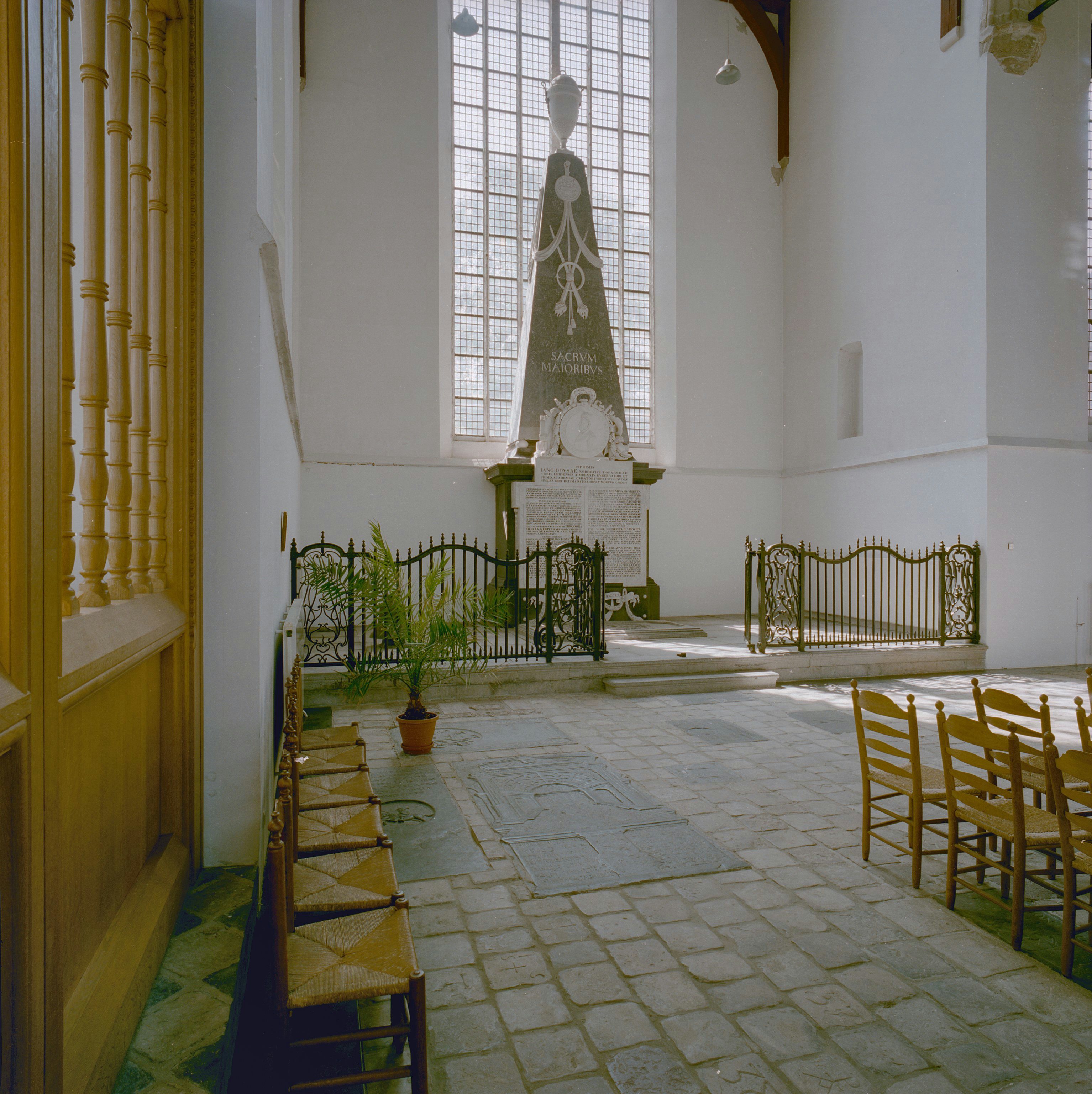
Grabmal in Noordwijk

Erst 1792 errichteten Nachkommen in der Sint Jeroenskerk von Noordwijk ein Grabmal zur Erinnerung an ihren berühmten Vorfahren. 1924 wurde in Leiden ein Denkmal errichtet, das unter anderem van der Does gewidmet ist. Bildnisse wurden unter anderem von Cornelis Visscher und Jacobus Houbraken geschaffen.

## Publikationen (Auswahl)
- Does, Johan van der Does [Kommentator] Meurs, Johannes van, Georgius, Codinus; La Rovière, Pierre de [Drucker]; Georgii Codini Selecta de originibus Constantinopolitanis / INterprete Georgio Dousa, Iani F.; Avreliae Allobrogvm [Genf]1607 Digitalisat